# Messerschmitt Bf 109
Messerschmitt Bf 109 (також Me 109) — німецький винищувач часів Другої світової війни, який спроектували Вільгельм Мессершмітт та Роберт Луссер протягом першої половини 1930-их. Це був один з перших справжніх винищувачів того часу. В ньому присутні такі елементи як повністю металева рама-монокок, закрита кабіна, затяжне шасі, силовий агрегат — перевернутий 12-ти циліндровий V-подібний авіаційний двигун, що мав водяне охолодження. Перші 109 з'явились протягом Громадянської війни в Іспанії і були у використанні аж до початку ери реактивних літаків на кінець Другої світової, протягом цього часу вони були кістяком винищувачів ВПС Німеччини. З кінця 1941 року Bf 109 був доповнений Focke-Wulf Fw 190.
Спочатку задуманий як перехоплювач, пізніші моделі були розвинуті, щоб виконувати різноманітні завдання: супровід бомбардувальників, винищувач-бомбардувальник, денний, нічний всепогодний винищувач, для атаки на наземні цілі та для повітряної розвідки. Він постачався і був у використанні в кількох країнах впродовж Другої світової, а також використовувався в деяких країнах багато років після війни. Bf 109 — наймасовіший винищувач, випущений протягом Другої світової: 33 984 штук до липня 1945 (в той же час штурмовик Іл-2 був випущений в кількості 36 183 штук, По-2 близько 40 000, а чемпіон пасажирський Cessna 172 в кількості 43 000 штук).
Bf 109 пілотували три найкращі німецькі аси часів Другої світової, що разом здобули 928 перемог в складі Jagdgeschwader 52, яка воювала переважно на Східному фронті, на цьому ж літаку літав найкращий німецький ас в Північно-Африканській кампанії — Ганс-Йоахім Марсель. Також на ньому літали кілька інших успішних асів серед німецьких союзників, зокрема Фінляндії, включно з найуспішнішим не-німецьким асом Ілмарі Юутілайненом, пілоти Румунії, Хорватії, Словаччини та Угорщини. Завдяки постійному розвитку Bf 109 залишався конкурентноспроможним з останніми розробками винищувачів Союзників аж до кінця війни.

## Використання
Перші Bf 109A-і використовувались під час Іспанської громадянської війни. З вересня 1939 року Bf 109 став головним винищувачем Luftwaffe під час Другої світової, замінив винищувачі-біплани і був головним інструментом здобуття переваги в небі силами Вермахту протягом Бліцкригу. Під час Битви за Британію, цей літак змушений був грати роль винищувача ескорту, роль для якої він не був початково задуманий, а також широко використовувався як винищувач-бомбардувальник, і для повітряної фото-розвідки. Незважаючи на суперечливі результати в Британії, відбулось впровадження вдосконаленого Bf 109F в широкий бойовий вжиток на весну 1941 року, літак знову довів, що може бути ефективним винищувачем протягом вторгнення в Югославію, під час Критської операції, операції Барбаросса, під час вторгнення в СРСР та протягом облоги Мальти.
В 1942 році його почали частково заміняти на новий німецький винищувач Fw 190 в східній Європі, але він продовжував виконувати різноманітні завдання на Східному фронті та при Обороні Рейху, так само на Середземноморському театрі бойових дій в складі корпусу «Африка» Ервіна Роммеля. Його постачали частині союзників Німеччини, включно з Фінляндією, Угорщиною, Румунією, Болгарією, Хорватією, Словаччиною.
Пілотам літака Bf 109 приписують найбільше повітряних перемог, ніж будь-якому іншому. Вважається, що 105 пілотів Bf 109 збили 100 чи більше ворожих літаків. Тринадцять з них здобули більш ніж 200 перемог, а двоє — більш ніж 300. Всі разом ці пілоти мають на своєму рахунку приблизно 15 тис. збитих літаків. Офіційно статус аса отримував пілот, що збив п'ять чи більше літаків. Якщо застосувати це правило до пілотів винищувачів Luftwaffe та до їхніх здобутків, виявиться, що статус «аса» може належати більш ніж 2500 німецьких пілотів. Більшість пілотів Bf 109 здобули свої перемоги проти радянської авіації, хоча п'ять пілотів таки здобули більш ніж 100 перемог проти Західних союзників.

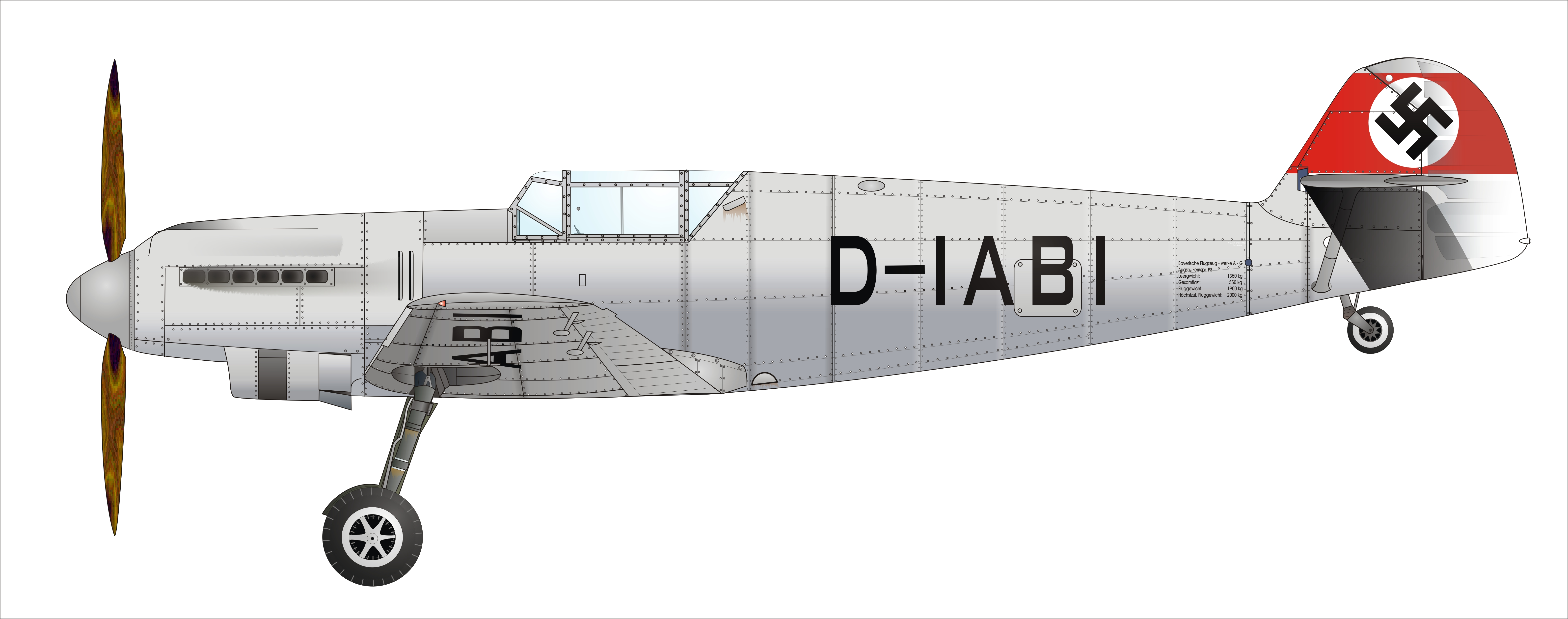
Малюнок прототипу Bf 109 V1

Записи Luftwaffe свідчать, що протягом операції «Барбаросса» німецькі пілоти збили 7355 літаків на Bf 109, що поділили між собою сім ескадр Jagdgeschwader (JG 3, JG 27, JG 51, JG 53, JG 54, JG 77 та LG 2) які втратили рівно 350 літаків в повітряних боях, виходить співвідношення трохи більше ніж 21:1, і це є найвищим показником, що його досягнули німці на Східному фронті. Між січнем та жовтнем 1942 року, ще 18 німецьких пілотів приєднались до вибраної групи, що мала на рахунку понад 100 збитих літаків. Протягом цього періоду пілоти Bf 109 заявили про 12000 збитих радянських літаків.
На Bf 109E Люфтваффе здобуло першу перемогу з початку німецько-радянської війни. 22 червня 1941 приблизно о 3:40 ранку командир 1-ї ескадрильї I./ JG 3 Роберт Олійник, збив радянський літак — винищувач І-16.

## Серійні модифікації

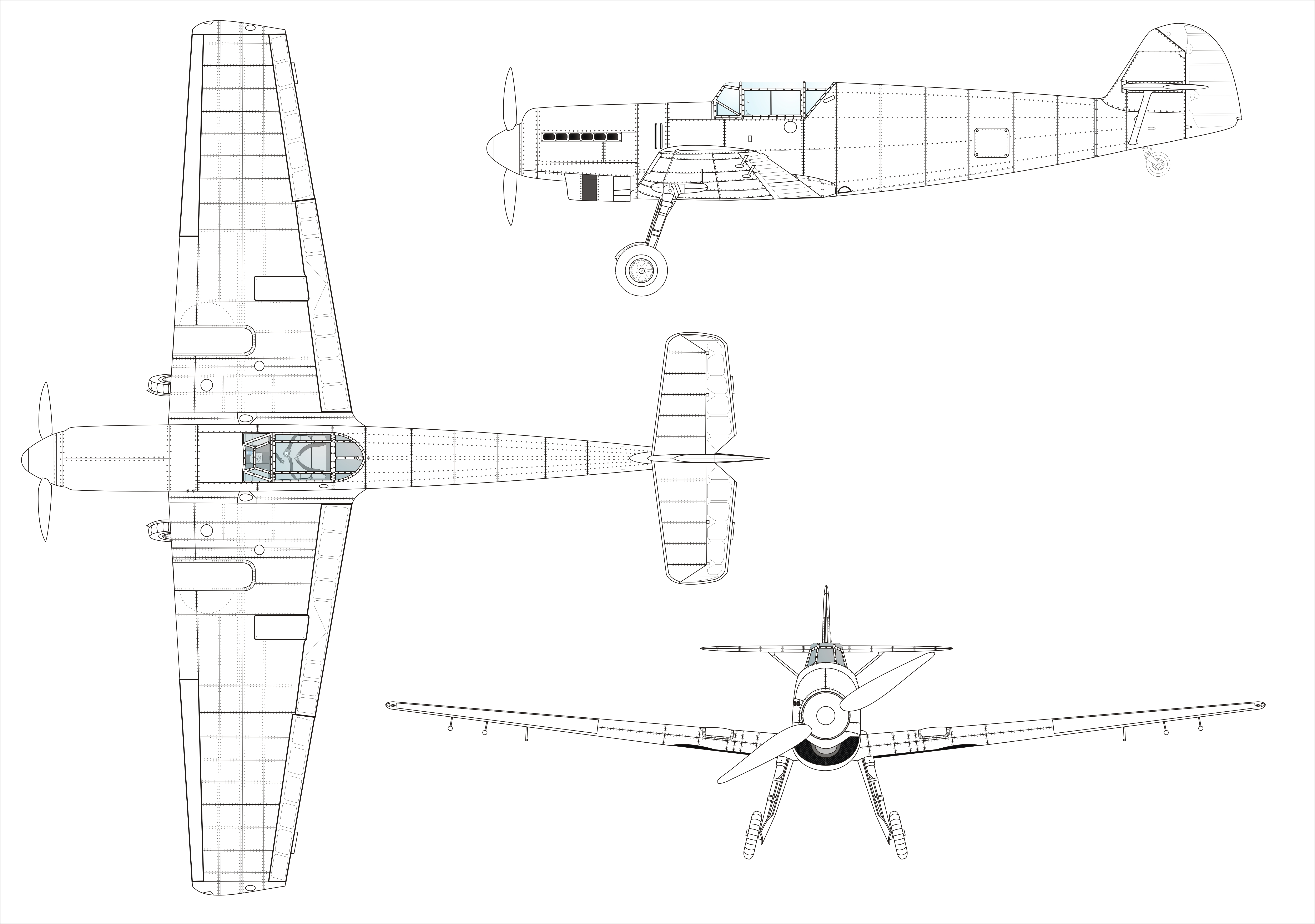
Bf 109 V1

Bf 109 E-1

## Список асів Bf 109
| № | Фото | Ім'я, прізвище, роки життя                      | Особисті перемоги | Кількість вильотів /Кількість боїв | Примітки | Профільні малюнки |
| - | ---- | ----------------------------------------------- | ----------------- | ---------------------------------- | --- | ----------------- |
| 1 |      | Еріх Альфред Гартманн (19.04.1922 — 20.09.1993) | 352               | 1400 / 825                         | Вважається найуспішнішим пілотом-винищувачем за всю історію авіації. За німецькими даними в ході Другої світової війни він збив 352 літаки противника (з них 345 радянських) у 825 повітряних боях. |                   |
| 2 |      | Ґергард Баркгорн (20.03.1919 — 8.01.1993)       | 301               | 1104                               | |                   |
| 3 |      | Гюнтер Ралль (10.03.1918 — 04.10.2009)          | 275               | > 800 / 621                        | |                   |
| 4 |      | Ганс-Йоахім Марсель (13.12.1919 — 30.09.1942)   | 158               |                                    | |                   |
| 5 |      | Ганс Ган (14.04.1914 — 18.12.1982)              | 108               |                                    | |                   |
| 6 |      | Адольф Галланд (19.03.1912 — 09.02.1996)        | 104               |                                    | |                   |
| 7 |      | Вернер Мьольдерс (18.03.1913 — 22.11.1941)      | 101               |                                    | |                   |
| 8 |      | Гельмут Вік (5.08.1915 - 28.11.1940)            | 56                |                                    | |                   |

## Використовувався в країнах
- Німеччина — майже 33 984 в 1937—1945 рр.

### Літаки для порівняння
- США — Bell P-39 Airacobra — одномісний одномоторний винищувач (1941—1950);
- Франція — Dewoitine D.520 — одномісний винищувач фірми Dewoitine (1940—1953);
- Німеччина — Focke-Wulf Fw 190 — одномісний одномоторний поршневий винищувач-моноплан (1941—1945);
- США — Grumman F4F Wildcat — одномісний винищувач-бомбардувальник (1940—1945);
- Велика Британія — Hawker Hurricane — винищувач-бомбардувальник (1937—1944);
- Японія — Kawasaki Ki-61 Hien — винищувач суцільнометалевої конструкції (1941—1945);
- СРСР — ЛаГГ-3 — одномісний одномоторний поршневий винищувач (1941—1944);
- Італія — Macchi C.202 Folgore — одномісний винищувач (1941—1943);
- Німеччина — Messerschmitt Bf 109 — одномісний винищувач (1937—1945);
- Велика Британія — Супермарін Спітфайр — винищувач, перехоплювач, розвідник (1938—1957);
- СРСР — Як-1 — одномоторний літак-винищувач (1941—1944).

## У комп'ютерних іграх
Найбільш пророблена реалізація Ме-109 для ПК була зроблена компанією Eagle Dynamics в Digital Combat Simulator. Також на Bf-109 можна «політати» в таких іграх як серія ІЛ-2 Штурмовик і War Thunder.